# Молоденков, Леонид Васильевич
Леонид Васильевич Молоденков (9 октября 1910, Луга, совр. Ленинградская область — 7 августа, 1999, Новосибирск) — советский и российский географ, соучредитель Новосибирского отделения Географического общества.

## Биография
Родился 9 октября 1910 года в городе Луга современной Ленинградской области. В 1932 году окончил Ленинградский государственный университет (географический факультет). С 1938 по 1941 год — преподаватель Томского государственного университета.
С 1941 года жил в Новосибирске. В 1941—1947 годах руководил сектором по транспорту и связи Новосибирского облплана. С сентября 1947 года — старший преподаватель экономической географии в Новосибирской высшей партийной школе.
В Институте географии АН СССР защитил кандидатскую диссертацию («Размещение транспорта в Западной Сибири»).
С 1956 года — работник Новосибирского института советской кооперативной торговли: старший преподаватель курса экономической географии, затем — доцент кафедры экономической географии, исполняющий обязанности декана факультета товароведения, первый декан факультета товароведения, проректор. В 1958 году занял место проректора по учебной и научной работе и одновременно продолжал исполнять обязанности декана. Позднее оставил проректорскую должность и в феврале 1960 года перешёл на кафедру экономической географии, избирался на три срока её доцентом. С 1969 года был заведующим кафедры. В 1970-х годах — декан факультета повышения квалификации. Вышел на пенсию в августе 1977 года, однако ещё в течение нескольких лет продолжал работать на кафедре и в совете ветеранов университета.
Участник научных экспедиций в Томскую область и Красноярский край.
С 1946 по 1999 год — член Новосибирского отделения Географического общества (один из учредителей НО), где управлял секцией социально-экономической географии. Больше половины века сосотоял в Президиуме отделения. Соавтор и редактор природно-экономической справки «Районы и города Новосибирской области», подготовленной Новосибирским отделением в 1996 году.
Умер 7 августа 1999 года в Новосибирске. Похоронен на Клещихинском кладбище (квартал 59).

## Память
Имя учёного носит лекторий при Новосибирском отделении Русского географического общества (2000).

## Награды
Медали «За доблестный труд в Великой Отечественной войне 1941—1945», «За доблестный труд», «Ветеран труда» и т. д.